# Parc de l'Orangerie
Le parc de l'Orangerie est un parc public de la ville de Strasbourg. Il est situé en face du Palais de l’Europe et proche des autres institutions européennes dans le quartier de l'Orangerie, au sein de la Neustadt. Sa superficie est de 26 hectares.
Il est délimité à l'ouest par l'avenue de l'Europe, au sud par les boulevards du Président-Edwards et de l'Orangerie, à l'est par la rue François-Xavier-Richter et est bordé par le canal de la Marne au Rhin au nord.

## Historique
Certaines sources prétendent que le parc de l'Orangerie aurait été planté en 1801 d'après des plans dessinés par André Le Nôtre,.
D'autres affirment que ce n'est pas le jardinier Le Nôtre mais le capitaine ingénieur Antoine du Chaffat (huguenot) qui a dessiné, en 1735, le plan intitulé : Plan de Strasbourg, sa Citadelle et le Fort de Kehl avec tous ses Ouvrages qui ont ''este'' construit Pendant la Paix.
Au cours de la Révolution française, la ville de Strasbourg hérite de cent quarante orangers confisqués par les républicains au château de Bouxwiller et fait construire en 1804 l'actuel pavillon Joséphine (du nom de Joséphine de Beauharnais, impératrice des Français, femme de Napoléon Bonaparte de 1796 à 1809) par Pierre-Valentin Boudhors pour les abriter.
Le parc de l'Orangerie est largement agrandi pendant la période allemande, à l'occasion de l'exposition industrielle et artisanale de Strasbourg de 1895. C'est à cette époque que le lac artificiel et sa cascade sont creusés. Le parc est intégré dans la Neustadt.
Le pavillon Joséphine a été inscrit au titre des monuments historiques en 1929 alors que l'ensemble du parc a été classé en 1993.
Détruit par un incendie en 1968, le pavillon Joséphine a été reconstruit à l'identique et réaménagé pour une utilisation culturelle.
Le parc a également obtenu le label « EcoJardin ».
La fontaine de la charmille, endommagée à la suite de la chute d'un arbre, a été restaurée en 2012.
En 2013 la principale allée du parc, l'allée de l'Orangerie Joséphine, a été réaménagée ainsi que l'allée des Platanes. Un nouvel éclairage a également été mis en place.
Le zoo de l’Orangerie, qui existait depuis le début du XXe siècle, est fermé le 6 août 2022 pour céder la place à l'Arche de l'Orangerie. Le Parc alternatif des loups et des ours de la Forêt-Noire a accueilli les deux lynx qui s'y trouvaient.
Dans le cadre de la transformation du zoo, une Maison d’initiation au comportement animal sera créée et hébergera de petits animaux domestiques réhabilités ou sauvés de laboratoire, sans oublier un lieu d'éducation à la nature. Une antenne-relais pour la faune sauvage en détresse sera installée, en lien avec le centre de soins animalier de Rosenwiller.

## De nos jours
Aujourd'hui il ne reste que trois orangers, conservés dans les serres du parc qui sont accessibles au public à certaines dates.
L'Orangerie est un lieu de promenade privilégié des Strasbourgeois on y trouve : une mini-ferme et un centre de réintroduction de cigognes, un bowling, un circuit de voitures pour enfants appelé « L’École de Conduite », plusieurs aires de jeux, des terrains de sports et de pétanque. Il est aussi possible de louer une barque pour naviguer sur le lac.
De nombreuses fontaines, statues et autres kiosques agrémentent les allées du parc. Plusieurs glaciers y tiennent également un stand.

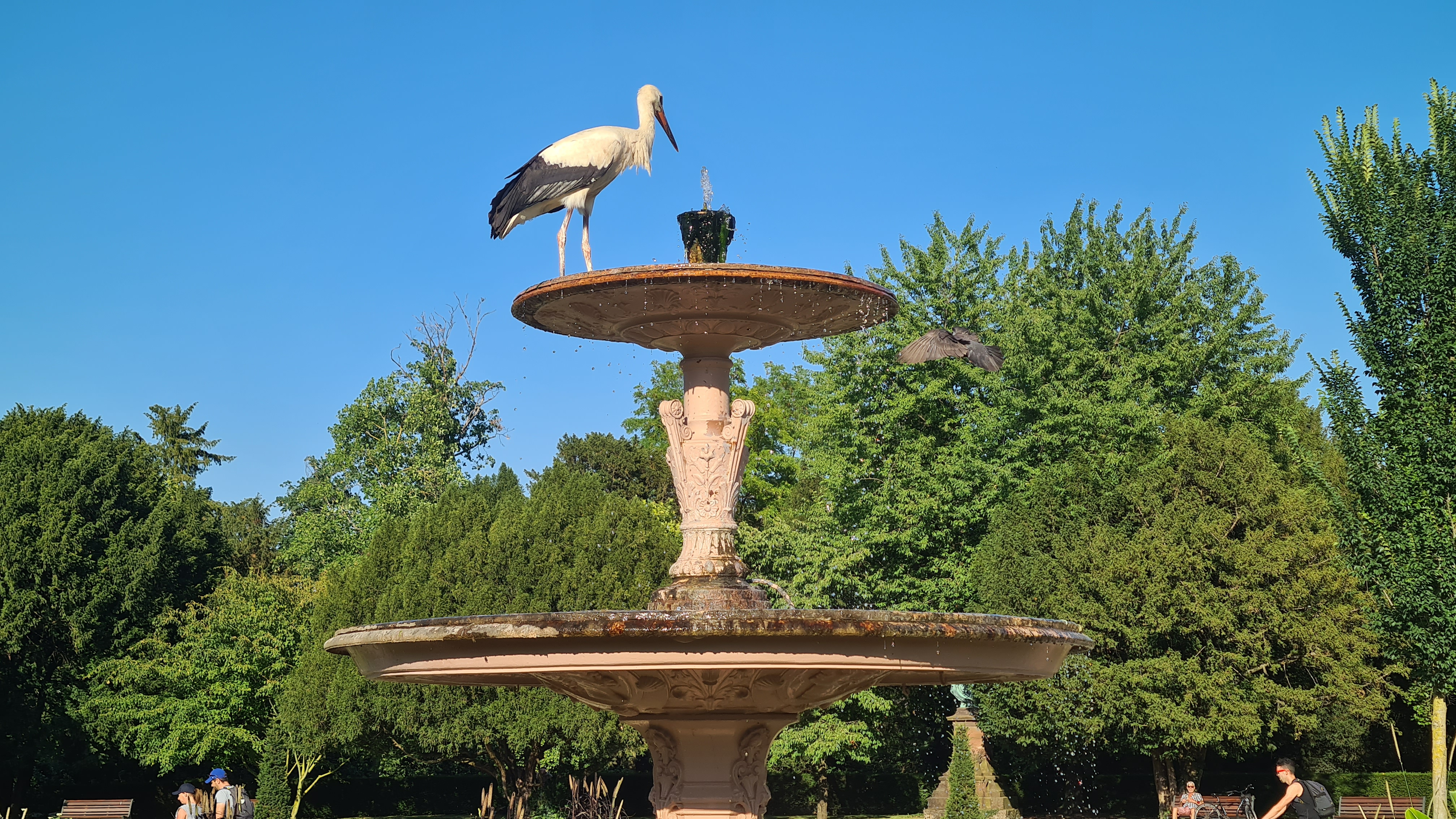
Cigogne dans une fontaine du parc de l'Orangerie.

Le Buerehiesel est une ancienne maison à colombages, construite vers 1600, qui se trouvait à l'origine à Molsheim. Elle a été démontée et transportée pour l’Exposition d'industrie et d'artisanat d'Alsace-Lorraine de 1895 ; c'est aujourd'hui un restaurant étoilé.
Un ancien pavillon d'octroi est situé en bordure du parc, avenue de l'Europe.

## Galerie

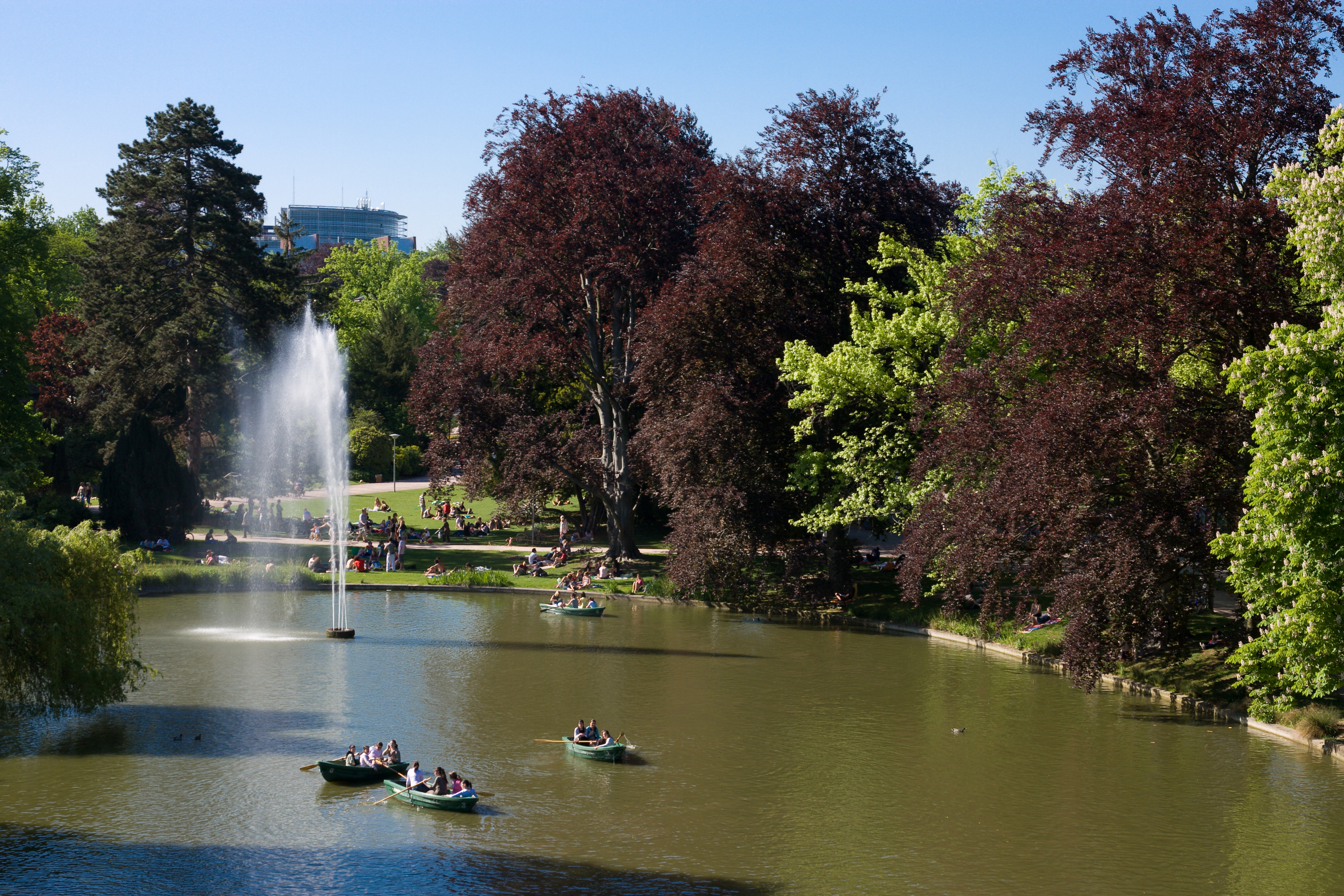
Vue du lac depuis le haut de la butte.
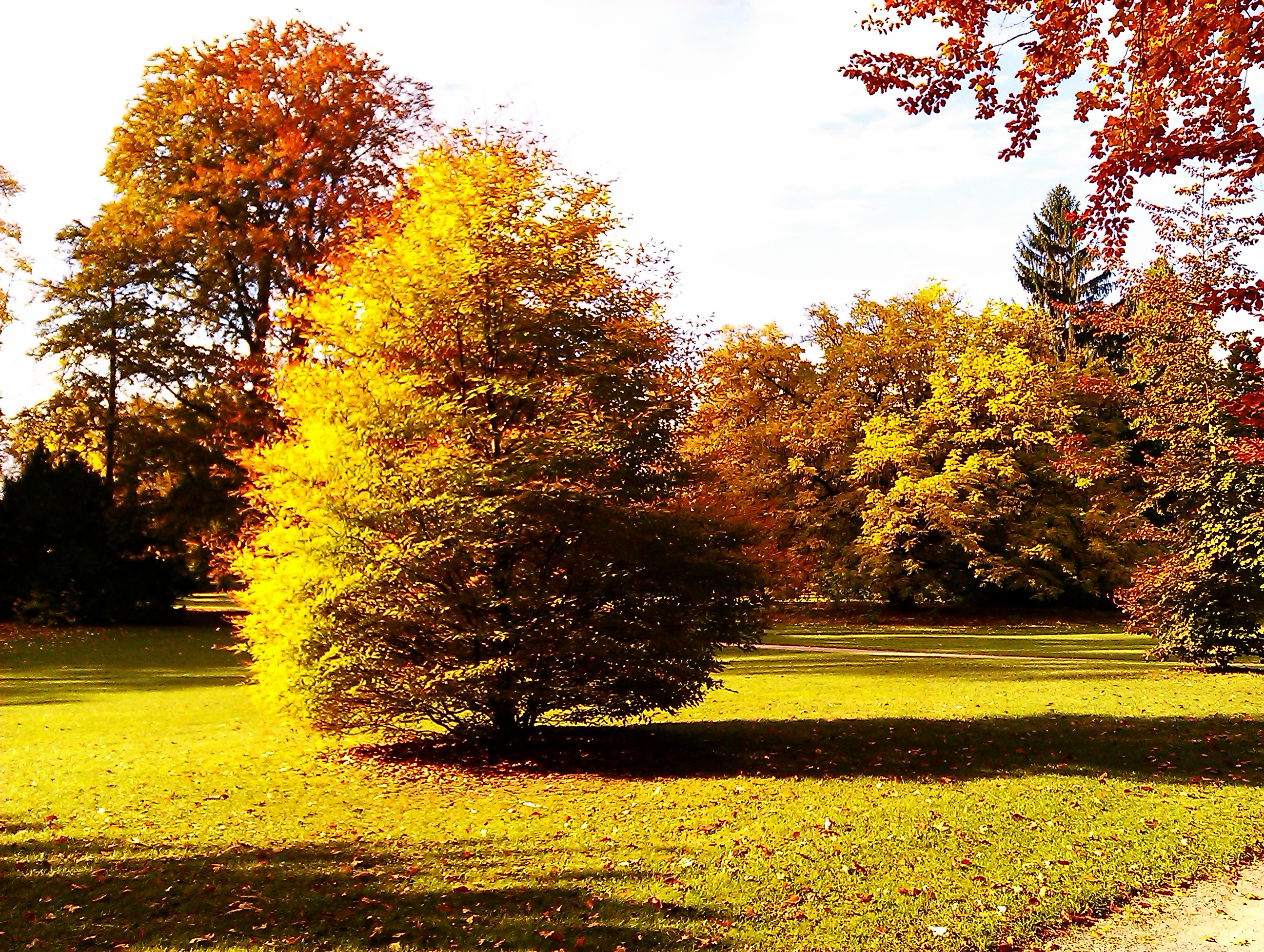
En automne.
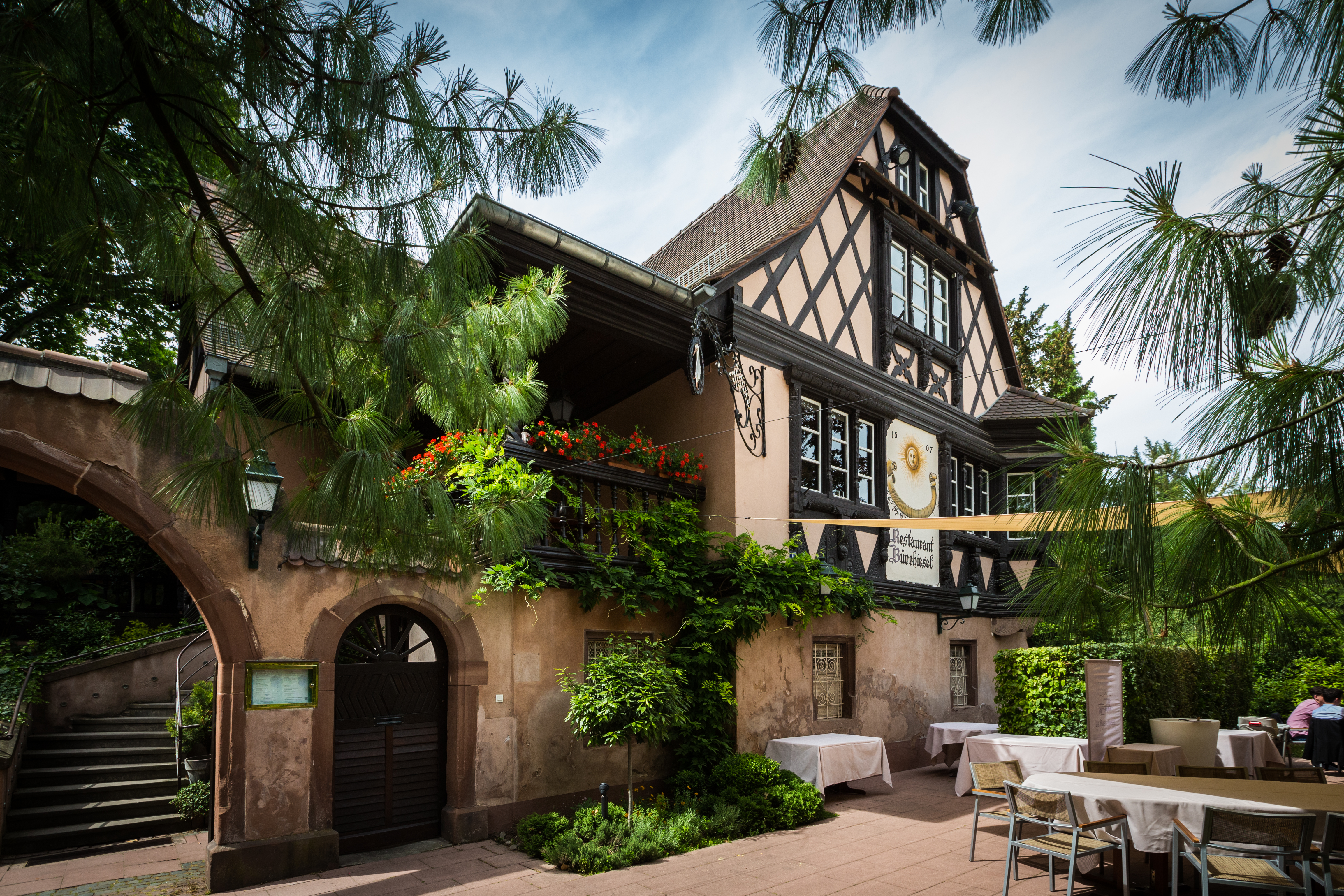
Le Buerehiesel.
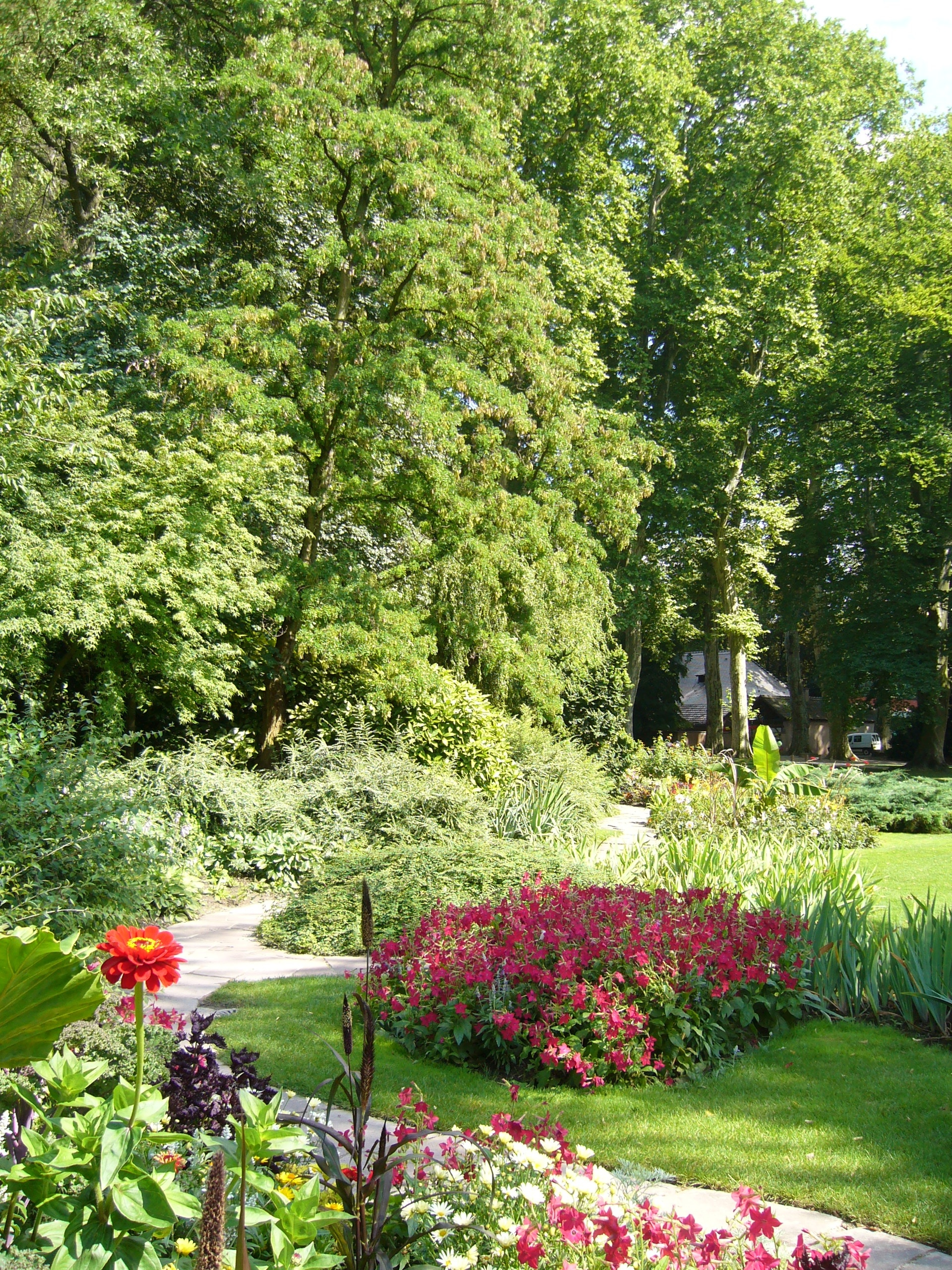
Petit sentier dans le parc.
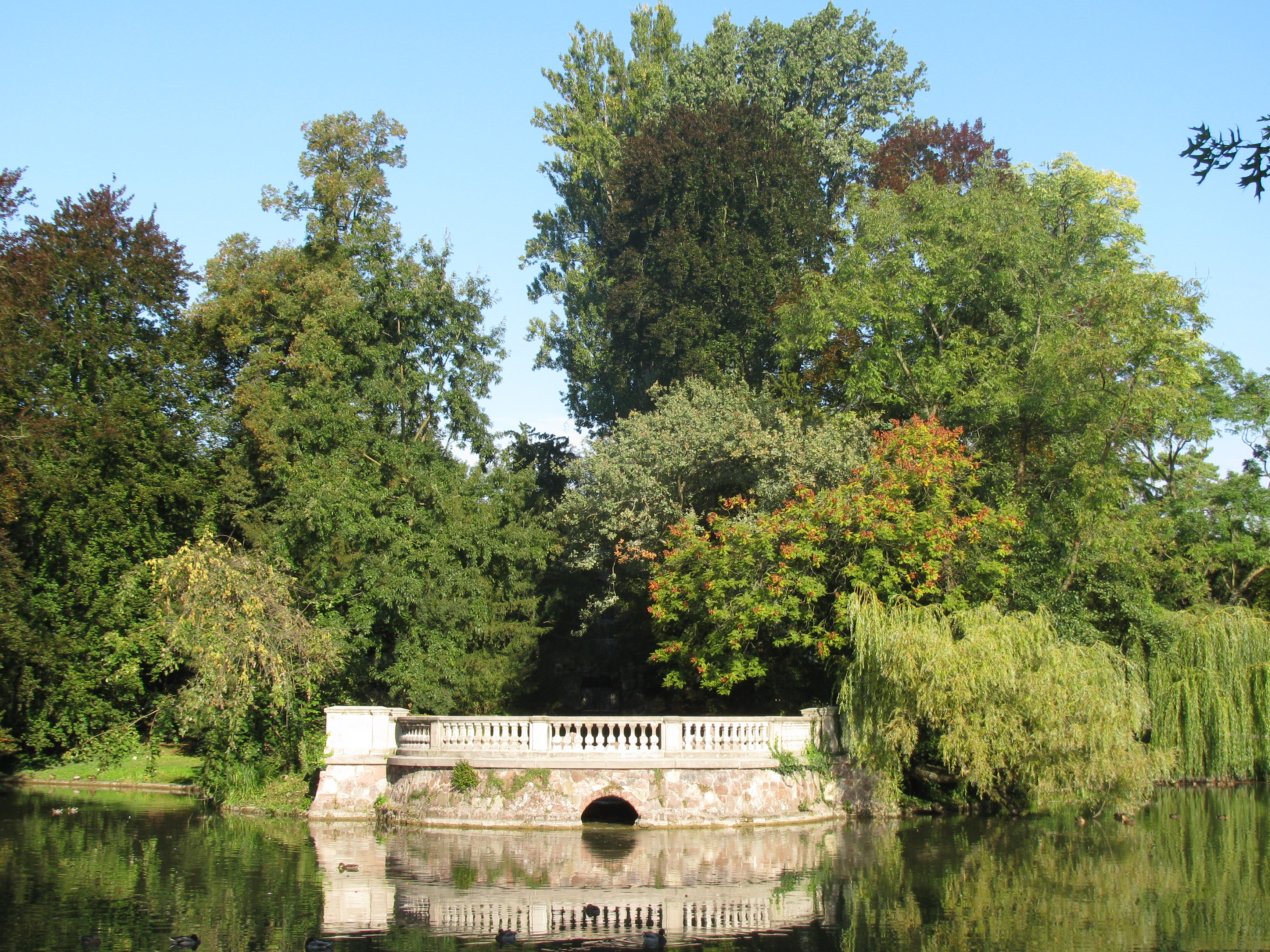
Le lac et la terrasse.
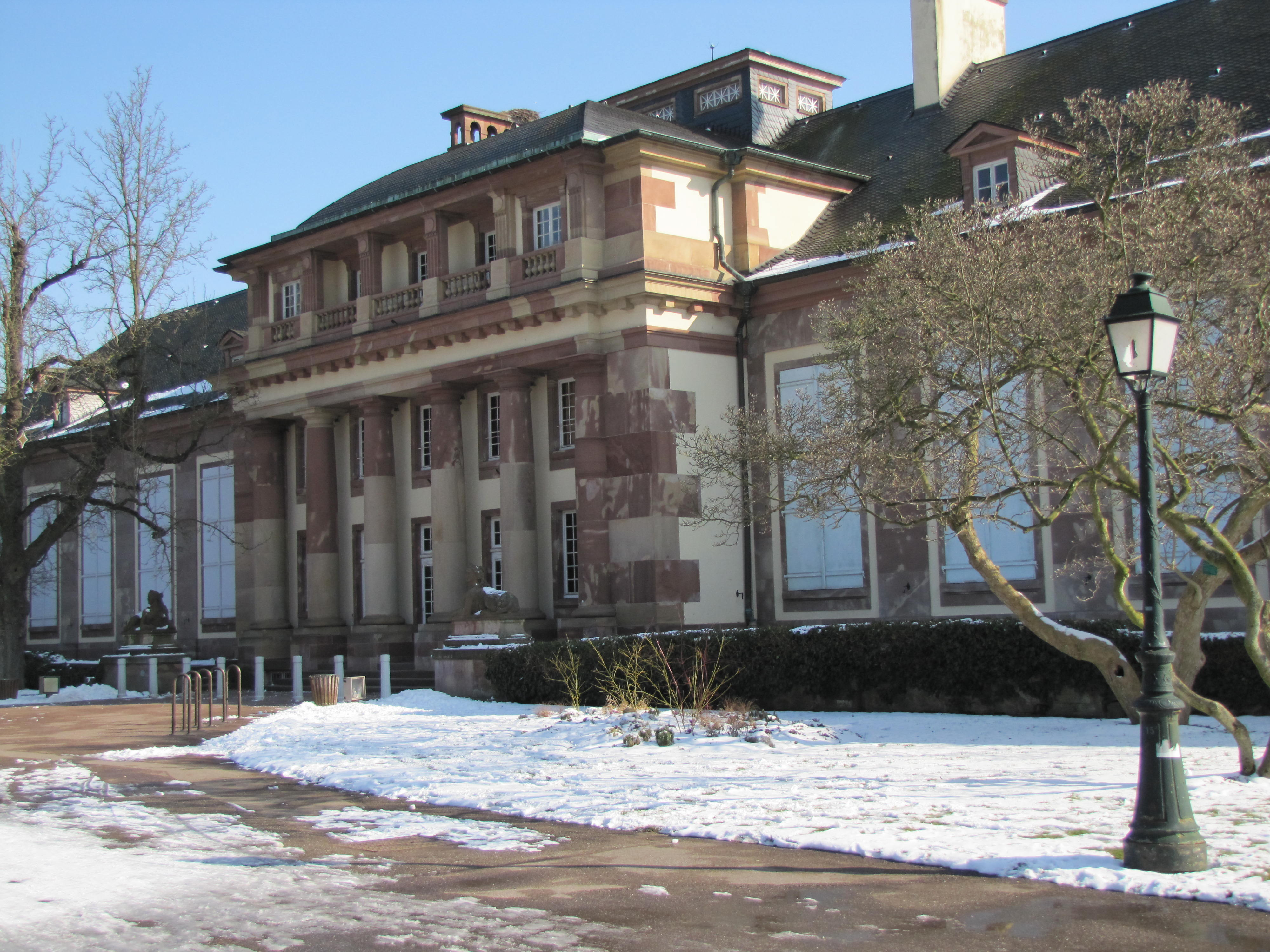
Pavillon Joséphine façade arrière.
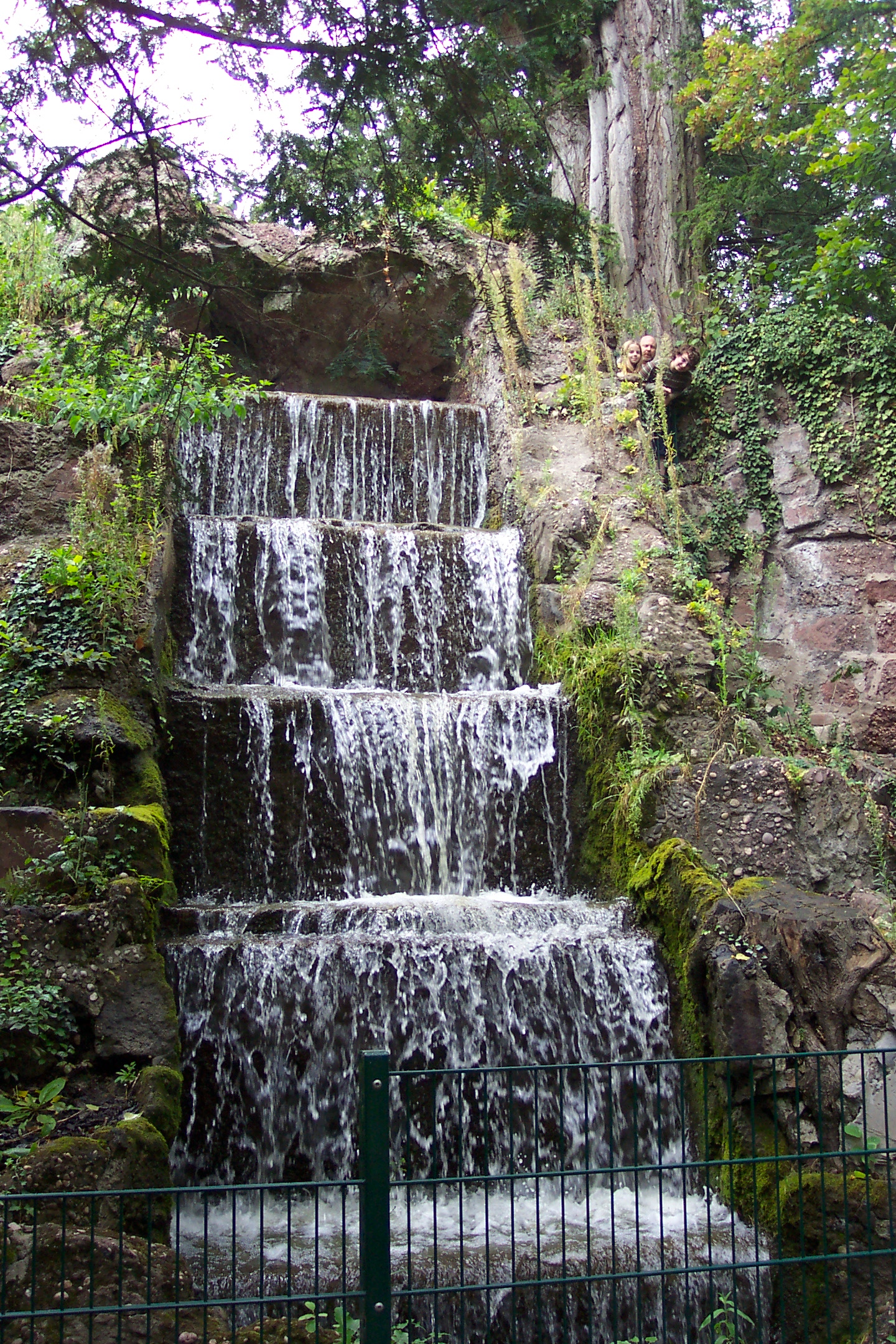
La cascade.
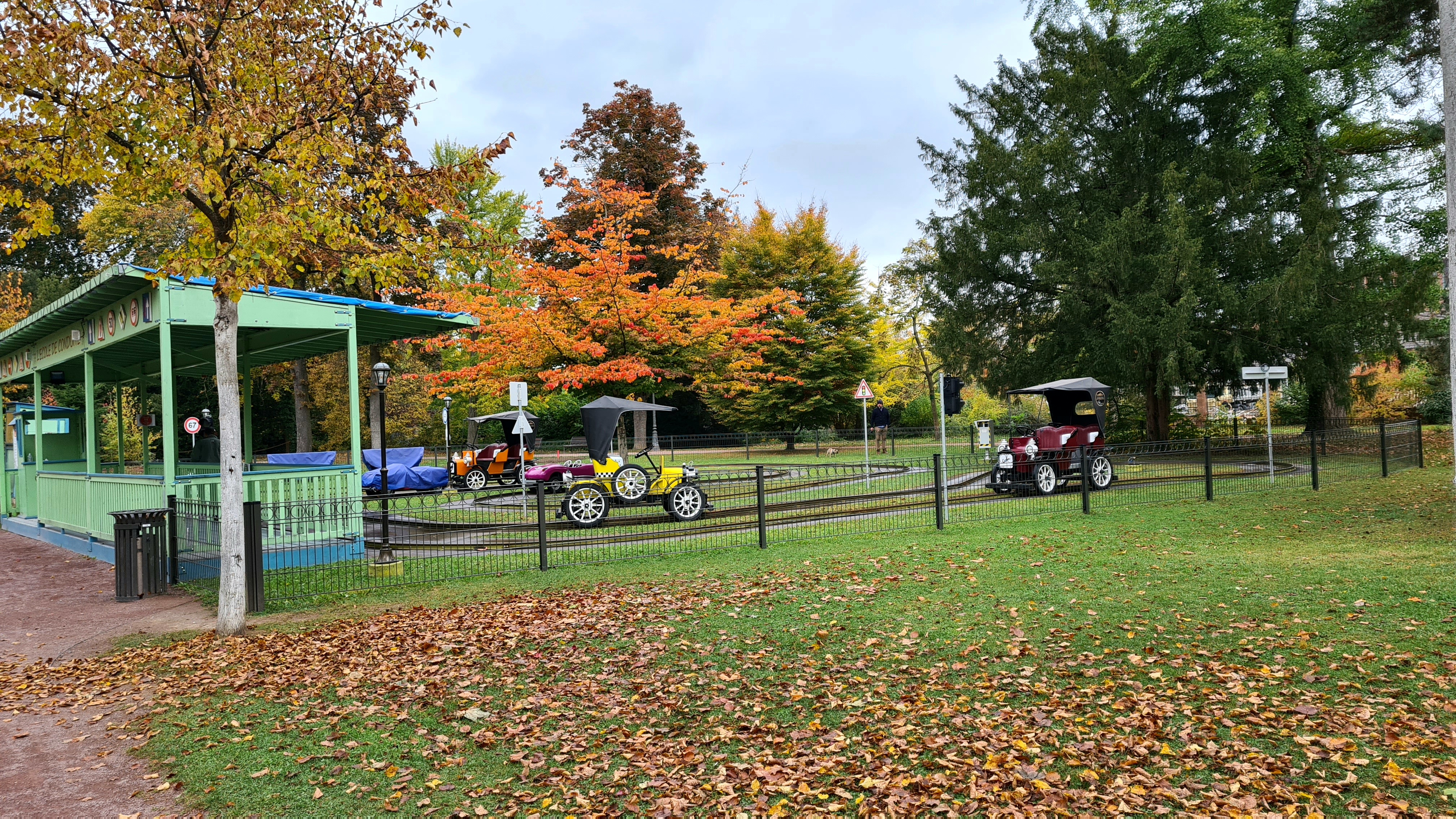
Ecole de conduite de l'Orangerie - manège
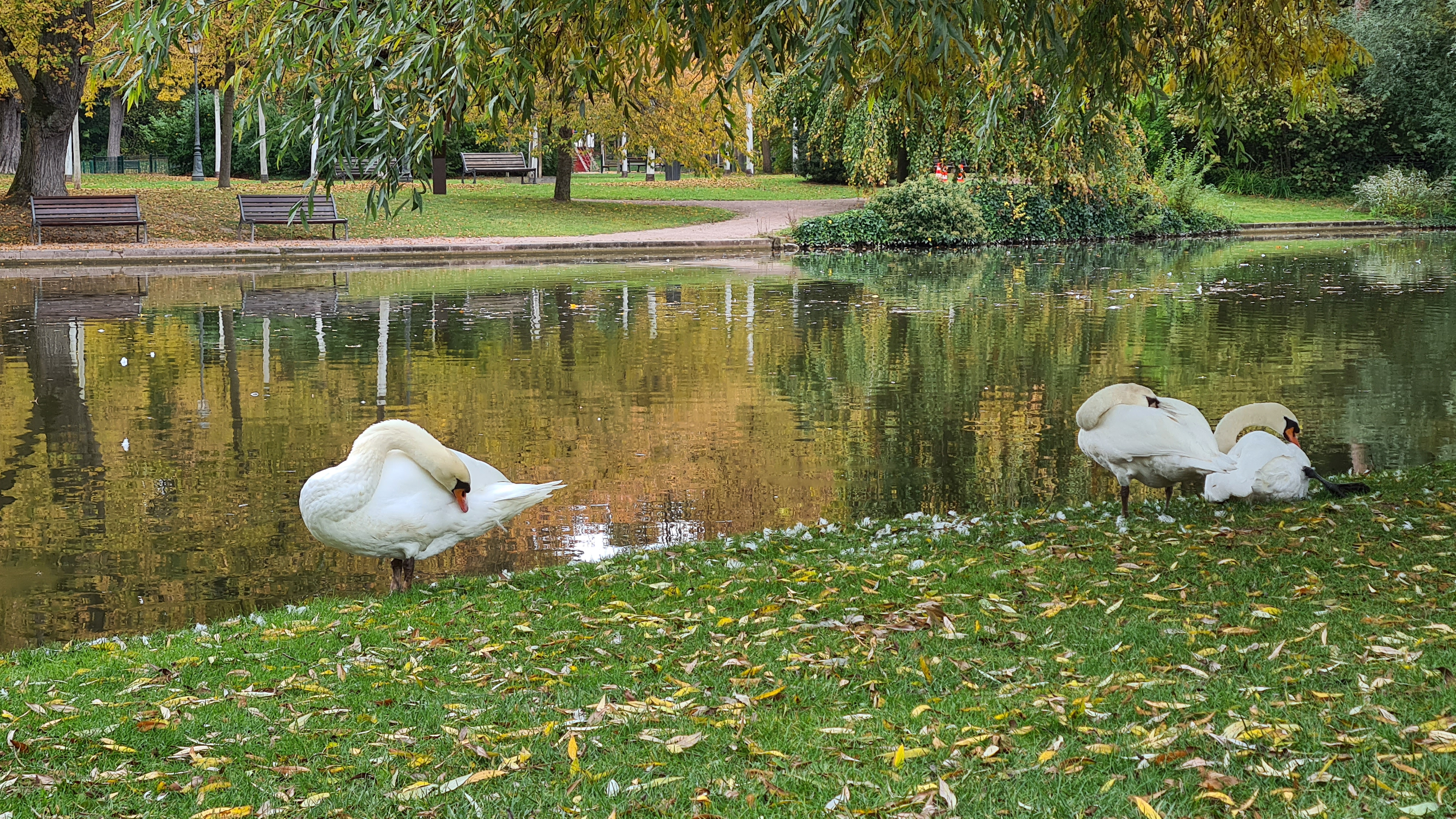
Cygnes en automne sur les bords du lac